# Francisco Amighetti

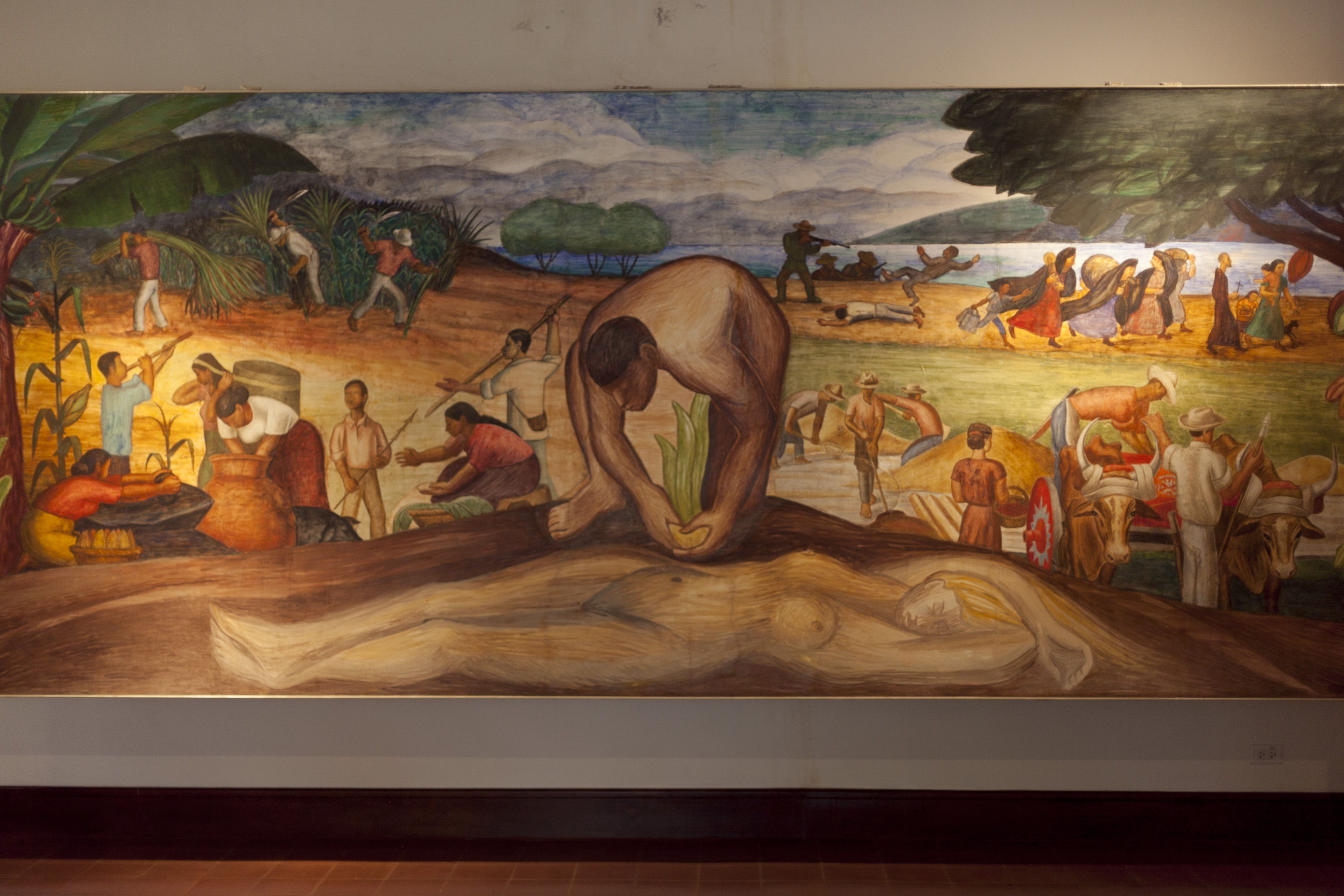
Murale "L'agriculture", de Francisco Amighetti (1948).

Francisco Amighetti, né le 1er juin 1907 à San José et mort le 12 novembre 1998 dans la même ville, est un peintre, xylographe et écrivain costaricien.

## Biographie et carrière
Il étudie les beaux-arts à partir de 1926 sous la direction de Tomás Povedano, en particulier la xylographie. Il publie ses premières œuvres en 1927. Il expose en 1931 au Costa Rica et en 1932 dans une exposition collective à Buenos-Aires en Argentine.
Inspiré par le surréalisme et l'expressionnisme abstrait, il décide de sortir de la représentation artistique conventionnelle. Avec d’autres artistes costariciens (Francisco Zúñiga, de la Cruz, Zeledon et Chacon), il publie en 1934 un recueil de xylographies. Il illustre de très nombreux livres, et publie également des poèmes (Poesía en 1936).
En 1940, il devient enseignant d'arts plastiques au lycée supérieur du Costa Rica. En 1941, il expose au Guatemala, et aux États-Unis en 1942. En 1943, il étudie à l’université du Nouveau-Mexique, à Albuquerque, puis expose à Washington, Santa Fe et Taos.
En 1944, il devient professeur d’histoire de l’art et de xylographie à l’université du Costa Rica. En 1947, il représente le Costa Rica à une exposition à Washington. En 1952, il représente le Costa Rica à l'exposition des beaux-arts de Buenos Aires.
Il prend sa retraite en 1968, et commence à réaliser des chromoxylographies. Il expose alors internationalement, en 1972 à Bonn (RFA), en 1973 à Brème, en 1974 à Caracas (Venezuela), et à Washington, à Paris en 1977, à Tokyo en 1980, à Jérusalem en 1983, à Guatemala en 1984, à Panama, Buenos Aires et Quito en 1985 et à Portland (Oregon) en 1987.